# Gerald Murnane
Gerald Murnane (Melbourne, 25 febbraio 1939) è uno scrittore australiano noto per il suo romanzo Le Pianure (The Plains, 1982).
È stato definito dal New York Times "uno dei migliori scrittori di lingua inglese viventi di cui la maggior parte delle persone non ha sentito parlare", pur avendo tra i suoi ammiratori scrittori come J.M. Coetzee, Shirley Hazzard, Ben Lerner, Joshua Coen e Teju Cole. Le sue opere sono edite da Safarà Editore. 

## Biografia
Gerald Murnane nasce il 25 febbraio 1939 a Coburg, un sobborgo di Melbourne, e trascorre la sua prima infanzia a Bendigo, a circa 130 chilometri dalla capitale dello stato di Victoria. Prima di fare ritorno nella periferia di Melbourne, nel 1949, la famiglia trasloca circa una dozzina di volte all'interno del Western District di Victoria, spesso a causa dei debiti di gioco del padre Reginald, appassionato di corse di cavalli.
Nel 1957, all'età di 18 anni, Gerald Murnane entra in un seminario, attratto dall'esempio del monaco e scrittore trappista americano Thomas Merton che aveva scelto una vita di solitudine e scrittura, ma dopo soli tre mesi abbandona questa scelta. Dal 1960 al 1968 insegna nelle scuole primarie. Nel 1966 si sposa con Catherine, una collega insegnante, e tre anni più tardi consegue un Bachelor of Arts presso l'Università di Melbourne. Fino al 1973 lavora in un ufficio governativo e dal 1980 al 1995 insegna scrittura creativa alla Deakin University, dove avrà fra i suoi studenti Tim Richards, Christopher Cyrill e Tom Cho, esponenti della successiva generazione di scrittori australiani.
Il suo romanzo d'esordio, Tamarisk Row, esce nel 1974; otto anni dopo, quando pubblica Le Pianure con cui vincerà nel 2007 il Premio Patrick White, è ancora poco conosciuto e continua a svolgere altre attività; per problemi di spazio, in casa si serve dell'asse da stiro sistemata in cucina per scrivere i suoi testi.
Nel 1985 muore uno dei tre fratelli, nato con disabilità intellettiva e ripetutamente ricoverato in ospedale. Dopo l'uscita di Emerald Blue (1995) Murnane smette di scrivere per oltre un decennio: la raccolta di saggi Invisible Yet Enduring Lilacs, pubblicata nel 2005 è costituita da una serie di articoli usciti in varie riviste nell'arco di circa un ventennio, dal 1984 al 2003. Nel 2009, su sollecitazione dell'amico Ivor Indyk, responsabile della casa editrice Giramondo, esce il nuovo romanzo Barley Patch, che si apre - non a caso - con la domanda "Devo scrivere?". 
Nel 2009, all'età di 43 anni, la moglie di Murnane muore in seguito a una malattia. Dopo trent'anni trascorsi a Macleod, sobborgo di Melbourne, vicino all'Università La Trobe, lo scrittore si trasferisce a Goroke, una città di circa 600 abitanti nel distretto di Wimmera nello stato di Victoria, a 370 chilometri a nord-ovest della capitale, nella quale si era in precedenza stabilito il figlio maggiore Giles, descritto da Murnane come un eremita.
Dopo Barley Patch (2009), che segna il suo ritorno alla scrittura, scrive A History of Books (2012), A Million Windows (2014) e il romanzo Border Districts (2017), con cui vince il Prime Minister's Literary Awards for Fiction. Nel 2018 dichiara pubblicamente che questo sarà il suo ultimo libro di narrativa.
Lo scrittore non ama viaggiare e non ha mai lasciato l'Australia. Nella cittadina di Goroke, dove vive, è gestore del bar del Goroke Golf Club e trascorre gran parte del suo tempo gestendo il suo archivio privato e coltivando la sua passione per le corse dei cavalli. 

## Attività letteraria

### Dalla poesia alla prosa
I primi scritti che Murnane conserva nel suo archivio risalgono al 1956 e sono poesie. Non sono le prime: l'autore sostiene di averne composte fin dall'età di otto o nove anni, ma di non possederne traccia, perché i frequenti traslochi intrapresi dalla famiglia - circa una ventina durante i venti anni di convivenza -  non gli avrebbero consentito di prendersi cura delle sue cose. Se la strada che intendeva inizialmente intraprendere era quella di "poeta part-time", in seguito si sarebbe reso conto che questo genere letterario presentava per lui troppe difficoltà, e che la prosa poteva riservargli una maggiore libertà creativa. Negli anni Sessanta, mentre stava scrivendo il suo primo romanzo, Tamarisk Row, che lo tenne impegnato per circa otto anni, avrebbe fatto un'altra scoperta: alcuni passaggi contenuti ne Il tamburo di latta di Günter Grass lo avrebbero dissuaso dal diventare "un altro scrittore australiano che scrive di personaggi e di trame".
I primi due romanzi di Murnane, Tamarisk Row (1974) e A Lifetime on Clouds (1976), i cui protagonisti - Clement Killeaton e Adrian Sherd, entrambi studenti adolescenti di un college cattolico di Melbourne negli anni '50, il primo impegnato nel rapporto con il padre scommettitore d'azzardo, il secondo in preda all'ossessione della masturbazione e del peccato - assomigliano allo scrittore da giovane e anticipano la cifra narrativa che rimarrà una costante della sua produzione: scarso interesse per la trama o per la psicologia dei personaggi, solipsismo, miscela di romanzo e autobiografia.
Con il suo terzo romanzo Le pianure, uscito nel 1982, queste caratteristiche si accentuano. Il libro è stato spesso definito un romanzo astratto, senza trama, inclassificabile, una favola sulla possibilità stessa della favola, un'allegoria, una parabola metafisica sull'apparenza e la realtà. Il narratore è un anonimo cineasta che viaggia nell' "Australia interna" con il progetto trovare fra i ricchi proprietari terrieri il finanziatore di un film che colga l'essenza della pianura. Il paragrafo introduttivo del romanzo descrive un paesaggio le cui connotazioni simboliche si ritroveranno nella totalità dell'opera di Murnane. Il suo interesse principale non è il mondo esistente, ma come viene forgiato dalle nostre menti:
Venti anni or sono, quando vidi le pianure per la prima volta, lo feci con gli occhi bene aperti. Cercavo, in quel paesaggio, qualcosa che sembrasse accennare a un significato complesso, oltre le apparenze. Il mio viaggio verso le pianure fu meno arduo di come in seguito l'avrei descritto. Non posso nemmeno affermare, inoltre, che a un certo punto sia stato consapevole di avere lasciato l'Australia. Ricordo con chiarezza, però, una successione di giorni in cui il territorio pianeggiante che avevo intorno mi era sembrato sempre più un luogo che solo io ero in grado di interpretare.
Le pianure è seguito da una raccolta di racconti, Landscape With Landscape (1985), e tre anni dopo da Inland (1988), ambientato nelle pianure di Ungheria, Stati Uniti e Australia, anch'esso incentrato sui temi della memoria, del paesaggio, della scrittura. 
Intorno al 1988-89 Murnane si dedica a una complessa opera narrativa, Dem Golden Slippers, che non riuscirà a concludere e rimarrà inedita.

### Prima pausa
Dopo l'uscita di due raccolte di racconti, Velvet Waters (1990) e Emerald Blue (1995), la produzione dello scrittore australiano subisce un arresto. La frase finale dell'ultimo racconto di Emerald Blue, The Interior of Gaaldine, "Il testo termina a questo punto", sembra rappresentarne l'annuncio. La raccolta di saggi Invisible Yet Enduring Lilacs del 2005 contiene articoli originariamente pubblicati nei precedenti decenni in varie riviste, come The Age Monthly Review, Meanjin e Scripsi. 
Nel documentario Mental Space: a conversation with Gerald Murnane, lo scrittore motiva la sua decisione di smettere di scrivere con il bisogno di porre fine a una condizione di scarsa libertà creativa, determinata dalle necessità imposte dalle aspettative editoriali e commerciali: non sentendosi libero di scrivere quello che voleva, avrebbe preferito rinunciare a questa attività. Molti anni più tardi, un editore meno interessato al marketing lo avrebbe incoraggiato a riprendere.
Una conferma delle ragioni che determinarono il periodo di pausa deciso nei primi anni Novanta viene anche dalla prefazione con cui Murnane accompagna la versione integrale del suo secondo romanzo A Lifetime on Clouds (1976), A Season on Earth, pubblicata nel 2019. Lo scrittore racconta di come avesse dovuto tagliare metà del suo manoscritto originario per adattarlo alla visione dell'editor di Heinemann, Edward Kynaston che intendeva farne "un capolavoro comico", probabilmente sfruttando la pubblicità che aveva accompagnato in Australia la denuncia per oscenità di Lamento di Portnoy dello scrittore statunitense Philip Roth, bandito nel 1970 e in seguito ripubblicato dopo che in sede giudiziaria venne respinta l'accusa.

### Dal 2009 al 2017
Dopo 14 anni di inattività, Murnane nel 2009 pubblica il romanzo Barley Patch, seguito nel 2012 da A History of Books, con il quale continua l'esplorazione del rapporto tra lettura e scrittura, riflettendo sui testi di numerosi autori, fra cui James Joyce, Marcel Proust, Joseph Conrad, Hermann Hesse, Elias Canetti e John Steinbeck. Suddiviso in 29 sezioni, il libro si conclude con tre brevi scritti: As It Were a Letter, The Boy's Name was David e Last Letter to a Niece.
Nel 2014 esce A Million Windows, un'opera costituita da frammenti, digressioni e ricordi, il cui titolo è tratto dalla prefazione di Henry James a Ritratto di signora. Secondo Emmett Stinson, quest'opera rappresenta un manifesto estetico, una riflessione sul metodo artistico di Murnane. Le considerazioni dell'autore sul rapporto tra narrativa e realtà, tra soggetto e forma letteraria, tra lettore e autore, evidenziano come la struttura narrativa dei suoi libri risponda a precise procedure e principi compositivi, e non abbia nulla di sperimentale, né possa essere avvicinata ad altri autori di metafiction, come John Barth, John Fowles, Italo Calvino, B.S. Johnson e Robert Coover, ai quali Murnane viene frequentemente paragonato: per Murnane i personaggi immaginari non possono essere rapportati a persone reali, il mondo in cui vivono i primi è completamente diverso dal "mondo visibile" in cui esistono lettori e autori; narrativa e realtà sono incomparabili, ed è questa una delle ragioni per cui egli rifiuta l'uso dei dialoghi ed elimina la trama.
Nel 2017 esce Something for the Pain: A Memoir of the Turf, un libro di memorie in cui Murnane racconta la storia della sua vita attraverso la sua passione delle corse di cavalli e Border Districts, selezionato per il Miles Franklin Award. Nel 2018 lo scrittore dichiara pubblicamente che questo sarà il suo ultimo libro di narrativa.
Nel dicembre 2017, su iniziativa delle Università di Sydney e di Adelaide, all'interno del ciclo di eventi Another World in This One, viene organizzata una giornata di studi su Gerald Murnane a Goroke, la cittadina in cui lo scrittore vive dal 2009. Murnane, che segue da lontano gli ospiti e la conferenza continuando a svolgere dietro il bancone la sua attività di barista del Goroke Golf Club, vi partecipa infine con un discorso che sarà pubblicato nella Sydney Review of Books di febbraio 2018.

### DopoBorder Districts.Seconda pausa e ritorno alla poesia
Nel giugno 2018 lo scrittore pubblica un album, Words in Order, in cui recita testi di poeti, scrittori e compositori, come Thomas Hardy, Dezső Kosztolányi, i Devo, i Killdozer, con il sottofondo di musiche di diversi stili contemporanei.
Nel 2019 vengono pubblicati A season of Earth, la versione integrale del suo secondo romanzo, A Lifetime on Clouds (1976), e la sua prima raccolte di poesie, composte negli anni ultimi a Goroke. Green Shadows and Other Poems contiene 45 poesie dedicate alla sua famiglia e ai luoghi in cui lo scrittore ha vissuto (Bendigo, Warrnambool, il Western District, Goroke), alle corse dei cavalli e agli autori che lo hanno influenzato, come Thomas Hardy, William Carlos Williams, Marcel Proust e il poeta britannico del XIX secolo John Clare, in omaggio del quale ha scelto il titolo della raccolta.

## Vita personale e interessi
Murnane è un personaggio eccentrico: non ha mai lasciato l'Australia, non prende l'aereo, non sa nuotare né si è mai bagnato in un corso d'acqua, ama costruire luoghi immaginari, sullo stile di Henry Darger: l' "Antipodean Archive" è un gioco di sua invenzione che lo tiene occupato da anni, un "universo parallelo" di corse di cavalli ambientato in due chimerici paesi in cui si svolgono le gare, chiamati New Eden e New Arcady. 
In un suo famoso discorso tenuto all'Università di Newcastle nel 2001, affermando che una persona può rivelare se stessa anche attraverso ciò che non può fare o non ha mai fatto, Murnane dice di sé: 
I have watched few films during my lifetime and hardly any in recent years. [...] On almost every occasion when I have watched a film or a theatrical performance, I have been made to feel embarrassed and uncomfortable by the exaggerated facial expressions, the excessive gestures, and the frank speech of the characters, I have been relieved afterwards to resume my life among persons who seem to use facial expressions and gestures and speech as much as I use them: in order to conceal true thoughts and feelings. [...] 
 I cannot recall having gone voluntarily into any art gallery or museum or building said to be of historic interest. I have never worn sunglasses. [...]
I have never touched any button or switch or working part of any computer of fax machine or mobile telephone. I have never learned how to operate any sort of camera. [...] In 1979 I taught myself to type using the index finger of my right hand alone. Since then, I have composed all my fiction and other writing using the finger just mentioned and one or another of my three manual typewriters.»
Non ricordo di essere andato volontariamente in una galleria d'arte o museo o edificio definito di interesse storico. Non ho mai indossato occhiali da sole.[...] 

Non ho mai toccato alcun pulsante o interruttore o parte funzionante di qualsiasi computer o fax o telefono cellulare. Non ho mai imparato a usare alcun tipo di fotocamera. [...] Nel 1979 ho imparato a scrivere usando solo il dito indice della mia mano destra. Da allora, ho composto tutta la mia narrativa e altri scritti usando il dito appena citato e l'una o l'altra delle mie tre macchine da scrivere manuali.»
(Gerald Murnane, The Breathing Author,  2001)
All'età di 56 anni decide di imparare l'ungherese, dopo aver letto Puszták népe (trad.: Gente delle Puszta) di Gyula Illyés. Le suggestioni di questo libro sono evidenti negli stessi scritti dello scrittore australiano: lo studioso ungherese Gyula Kodolányi, editore del periodico Ungarian Review, ha notato come la prima frase del romanzo Inland (1988) "Sto scrivendo nella biblioteca di una casa padronale, in un villaggio che preferisco non nominare, vicino alla città di Kunmadaras, nella contea di Szolnok", sia stata modellata sulla scena descritta da Gyula Illyés all'inizio del settimo capitolo di Puszták népe. 
Murnane vive in una stanza singola, dove dorme su un lettino pieghevole tra i suoi innumerevoli archivi che amministra con cura meticolosa, schedari che contengono le prime bozze dei suoi libri, manoscritti inediti, diari, lettere immaginarie, appunti, catalogati in raccoglitori dai titoli insoliti, a cui sarà possibile avere accesso solo dopo la sua morte e quella dei suoi fratelli.
Dal suo pensionamento a Goroke, lo scrittore si occupa della gestione del bar del Circolo di golf del paese, di cui è anche segretario. La sua passione principale, ereditata dal padre, è quella delle corse di cavalli. 
Nel 1989 il regista Philip Tyndall ha realizzato un documentario, Words and Silk - The Real and Imaginary Worlds of Gerald Murnane (1989) che rappresenta un ritratto dello scrittore e del suo processo creativo attraverso filmati d'archivio, immagini e interviste.

## Premi
- 1999. Premio Patrick White per Le pianure
- 2007. Premio speciale New South Wales Premier's Literary Awards
- 2008. The Australia Council emeritus award[27]
- 2009. The Melbourne Prize for Literature[28]
- 2010. The Adelaide Festival Awards for Literature - Award for Innovation in Writing
- 2016. Victorian Premier's Literary Award for Non-Fiction, per Something for the Pain[29]
- 2018. Prime Minister's Literary Awards for Fiction, per Border Districts[30]

## Opere

### Romanzi
- Tamarisk Row (Tamarisk Row, 1974), trad. di Roberto Serrai, Pordenone, Safarà Editore, 2020, ISBN 978-88-321-0716-6.
- Una vita tra le nuvole (A Lifetime on Clouds, 1976), traduzione di Roberto Serrai, Pordenone, Safarà Editore, 2022, ISBN 978-88-321-0752-4.
- Le pianure (The Plains, 1982), traduzione di Roberto Serrai, Prefazione di Ben Lerner, Pordenone, Safarà Editore, 2019, ISBN 978-88-321-0734-0.
- Inland, Melbourne, William Heinemann Australia, 1988.
- Barley Patch, Sidney, Giramondo Publishing Company, 2009.
- A History of Books, Sidney, Giramondo Publishing Company, 2012.
- A Million Windows, Sidney, Giramondo Publishing Company, 2014.
- Border Districts, Sidney, Giramondo Publishing Company, 2017.
- A Season on Earth, Melbourne, Text Publishing, 2019. [versione integrale di A Lifetime on Clouds, 1976]

### Racconti
- Landscape with Landscape, Melbourne, Norstrilia Press, 1985.
- Velvet Waters, Melbourne, McPhee Gribble, 1990.
  - Una melodia, traduzione di Paolo Bartoloni, Carlton (Victoria), CIS Publishers, Victoria University of Technology, 1994, ISBN 978-18-756-3365-4.
- Emerald Blue, Melbourne, McPhee Gribble, 1995.
- Corpi idrici (Collected Short Fiction, 2018), trad. di Elena Malanga, Collana Oceani n.257, Milano, La nave di Teseo, 2024, ISBN 978-88-346-1694-9. [negli USA come Stream System: The Collected Short Fiction of Gerald Murnane, New York: Farrar, Straus, & Giroux, 2018. Contiene i pezzi in Velvet Waters e Emerald Blue, col saggio Invisible Yet Enduring Lilacs, un racconto non collezionato in altre raccolte, e tre storie aggiunte a A History of Books]

### Saggi
- Invisible Yet Enduring Lilacs, Sidney, Giramondo Publishing Company, 2005.
- Last Letter to a Reader, Sidney, Giramondo Publishing Company, 2021.

### Poesie
- Green Shadows and Other Poems, Sidney, Giramondo Publishing Company, 2019.

### Memorie
- Qualcosa per il dolore. Memorie dal mondo dell'ippica (Something for the Pain: A Memoir of the Turf, 2017), trad. di Roberto Serrai, Pordenone, Safarà Editore, 2024, ISBN 978-88-321-0755-5.

### Altro
- Words in Order, 2018. [album di versi recitati accompagnati da musica]